# Ardboe
Ardboe (irlandès: Ard Bó) és una petita població situada a la zona nord-est del comtat de Tyrone, a Irlanda del Nord (Regne Unit), sobre un petit promontori que porta el mateix nom. És a prop de la riba occidental del llac Neagh i es troba dins de l'àrea del Consell del Districte de Cookstown.

## Història
Durant la Segona Guerra Mundial, el 1941, es va construir un aeròdrom de la Royal Air Force a la rodalia, el RAF Cluntoe. Va ser utilitzat en un principi per la RAF, però de seguida es va utilitzar com zona d'entrenament per a les Forces Aèries de l'Exèrcit dels Estats Units i, el 1943, hi havien més de 3.500 soldats. El 1946 va ser abandonada pels nord-americans i la RAF la va utilitzar com lloc d'entrenament pels pilots destinats a la guerra de Corea. El 1955 es va tancar definitivament.

## Llocs d'interès
- Creu d'Ardboe, creu celta del segle x o XI, situada a Ulster.[3]